# Зарябинка
Заряби́нка — село у Богодухівській міській громаді Богодухівського району Харківської області України.
- Поштове відділення: Зарябинське

## Географія
Село Зарябинка знаходиться на обох берегах річки Рябина у самих її витоках. На річці кілька загат. Нижче за течією примикає село Леськівка.

## Історія
- 1798 рік — дата заснування.

Село постраждало внаслідок геноциду українського народу, проведеного урядом СРСР в 1932—1933 роках, кількість встановлених жертв — 45 людей.
12 червня 2020 року, відповідно до розпорядження Кабінету Міністрів України № 725-р «Про визначення адміністративних центрів та затвердження територій територіальних громад Харківської області», село увійшло до Богодухівської міської громади.
19 липня 2020 року, в результаті адміністративно-територіальної реформи та ліквідації Богодухівського району (1923—2020), село увійшло до складу новоутвореного Богодухівського району Харківської області.

## Економіка
- КСП «Зарябинка», зерно, буряк, молоко.
- Богодухівський геріатричний пансіонат.